# Anette Olzon
Anette Ingegerd Olsson, millor coneguda com a Anette Olzon i també coneguda com a Anette Blyckert, és una cantant sueca, més coneguda com l'excantant de la banda finlandesa de metal simfònic Nightwish. Olzon va ser vocalista de la banda sueca Alyson Avenue.

## Biografia i carrera
Olzon va néixer el 21 de juny de 1971 a Katrineholm, Suècia. Des de molt petita va demostrar aptituds per a la música, tocant l'oboè i participant des dels 13 anys en diverses competicions de talents. Va començar a estudiar música en el Music Conservatorie a Copenhagen, Dinamarca.
Olzon es va unir a la seva primera banda amb 17 anys: un grup que es deia Take Cover. Als 21 anys, va obtenir el paper protagonista en l'òpera rock "Gränsland". També va fer un duet amb Michael Bormann (ex cantant de Jaded Heart) a l'àlbum Conspiracy.
El seu treball més conegut és Nightwish, a la qual va arribar al 2007 per a substituir la finlandesa Tarja Turunen, expulsada del grup.
El 3 de març del 2010 va anunciar el seu segon embaràs i la cancel·lació del seu disc solista fins a nou avis. El 30 de juny de 2010 va néixer el seu segon fill, amb un pes de 3930 grams i 52 cm d'altura.
L'1 d'octubre de 2012 es confirmà oficialment la seva sortida del grup Nightwish a mitjan gira Imaginaerum World Tour per diverses desavinences. La seva substituta seria Floor Jansen.
El 2014 va publicar el seu àlbum solista Shine. Ella va fer uns pocs concerts per promocionar l'àlbum.
Des 2017 canta a la banda The Dark Element, on ha gravat dos àlbums. Alhora, des de 2020 canta a Allen / Olzon, un projecte amb Russell Allen.

## Discografia

### Alyson Avenue
- "Presence of Mind" (2000)
- "Omega" (2004)
- "I Am (Your Pleasuremaker)" (EP, 2006)

### Nightwish
Àlbums
- "Dark Passion Play" (2007)
- "Imaginaerum" (2011)

Senzills
- "Eva" (2007)
- "Amaranth" (2007)
- "Bye Bye Beautiful" (2008)
- "The Islander" (2008)
- "Storytime" (2011)
- "The Crow, the Owl and the Dove" (2012)

### Solo
Àlbums
- "Shine" (2014)

EPs
- "Vintersjäl / Cold Outside" (2016)

Senzills
- "Falling" (2013)
- "Lies" (2014)
- "Shine" (2015)

### The Dark Element
Àlbums
- "The Dark Element" (2017)
- "Songs the Night Sings" (2019)

### Allen/Olzon
Àlbums
- "Worlds Apart" (2020)